# こぐま杏
こぐま 杏（こぐま あんず、1973年7月28日 - ）は台湾出身の日本人漫画家。シリコンバレー在住。主に育児漫画を描く。

## 経歴
父は日本人、母は台湾人。5歳の時に父の仕事の関係でフランスとシカゴに住み、茨城県つくば市で中学まで過ごした後に高校からアメリカ・北カリフォルニアに留学。短期大学で印刷技術を専攻し、アドビシステムズに入社。
ウェブコミックとして「為にならない育児漫画 ヒカリもえちゃん」を公開し、竹書房まんがライフ2005年12月号にて「モエちゃんはミドルネーム」というタイトルで商業誌デビューを果たす。同作品は翌1月号より正式に連載開始となり、2007年7月号に最終回が掲載された。
2006年春より「リバイバル新聞」にて「光のママ」を連載中。
2006年秋より、サンフランシスコ・ベイエリアで配布されている無料日本語情報誌ベイスポ紙にて4コマ「奥様はベイエリアン」の連載を開始。

## 作品リスト
- モエちゃんはミドルネーム
- 光のママ
- 奥様はベイエリアン